# Copidognathus latisetus
Copidognathus latisetus är en kvalsterart som beskrevs av Viets 1940. Copidognathus latisetus ingår i släktet Copidognathus och familjen Halacaridae. Arten är reproducerande i Sverige. Inga underarter finns listade i Catalogue of Life.